# 帕紹澤羅湖
帕紹澤羅湖是俄羅斯的湖泊，由列寧格勒州負責管轄，長9.7公里、寬600米，平均水深25米，最大水深50米，湖水從帕沙河流出，湖岸四周被松樹、雲杉和落葉林覆蓋。